# Isabelle Jouin
Isabelle Jouin, née Canivenc, est une dirigeante sportive française. Elle est présidente de la Fédération française de hockey (FFH) depuis 2021.

## Biographie
Isabelle Jouin et sa famille s’installent à Nantes en 2004 après avoir passé six années à Lille.

## Vie professionnelle
Elle est déléguée générale de Planet’RSE, une association nationale créée par des dirigeants d’entreprises, qui évalue et note la performance globale des entreprises en matière de responsabilité sociétale.
Mère de trois enfants, elle commence à fréquenter les terrains de hockey sur gazon par l’intermédiaire de son fils Noé, licencié au club de Sautron, dans l'agglomération nantaise,.
En 2013, celui-ci rejoint le Carquefou hockey club et Isabelle Jouin intègre le club en proposant bénévolement son aide dans la recherche de sponsors et de mécénat. Elle en devient vice-présidente en novembre 2017 puis présidente.
Elle suit le parcours de formation de dirigeantes de l’association Femix’Sports et intègre le Comité directeur de la Fédération française de hockey le 23 mars 2019.

## Présidence de la FFH
Isabelle Jouin est élue le 16 janvier 2021 à la tête de la Fédération Française de hockey, avec 65 % des voix,. Elle est, avec Nathalie Péchalat (sports de glace), la seule présidente de fédération sportive française, contre trente-quatre présidents.
Elle déclare souhaiter « travailler en priorité sur l'organisation fédérale, notamment au niveau de la gouvernance et de l'organisation financière afin de mettre en place les conditions de notre efficacité et du retour à la stabilité. »
Elle lance un large plan de féminisation, avec notamment pour objectif de fidéliser les féminines au sein des clubs alors que le hockey n’est pratiqué que par 29 % de femmes en France. Elle fait modifier le règlement sportif relatif aux tenues afin que les femmes puissent évoluer en short plutôt qu’en minijupe.
En mars 2024, le stade départemental Yves-du-Manoir à Colombes est inauguré après rénovation. Il accueille les épreuves de hockey sur gazon des Jeux Olympiques d’été et devient le siège de la Fédération française de hockey, accueillant notamment le Centre national d'entrainement avec ses deux nouveaux terrains synthétiques.
Après les Jeux Olympiques, Isabelle Jouin annonce qu'elle ne sera pas candidate à sa succession en décembre. Selon elle, la continuité de la rigueur financière est le principal défi à relever au sein de cette fédération.